# Звено моста
Звено моста — часть наплавного моста из понтонного парка.
В наплавных мостах на отдельных плавучих опорах, расположенных на некотором расстоянии друг от друга, звено состоит из нескольких мостовых паромов.
В наплавных мостах-лентах, звено — элемент паромно-мостовой конструкции понтонно-мостового парка (ПМП), являющийся неделимой по длине частью моста.
Звено моста ПМП может быть использовано в качестве плавучих площадок при строительстве мостовых переходов (для размещения копров, кранов, экскаваторов, водолазных станций и других механизмов), а также для оборудования пирсов, причалов и плавучих домов.

## Типы
Звено моста бывает:
- речным;
- береговым.